# Бреннерский тоннель
Бреннерский тоннель, также «базисный тоннель Бреннер» или «базовый тоннель Бреннер» (нем. Brennerbasistunnel; итал. Galleria di base del Brennero), — строящийся 55-километровый железнодорожный тоннель через Восточные Альпы, под перевалом Бреннер. Тоннель будет проходить от центрального вокзала Инсбрука (Австрия) до Фортецци (Италия), заменяя часть текущей железной дороги «Brenner». Он станет частью «Линии 1» (маршрут Берлин—Палермо) Трансъевропейских транспортных сетей (TEN-T).
Перевал Бреннер является одним из важнейших транспортных маршрутов между северной и южной Европой, а проходящая через него автомагистраль печально известна своими длинными пробками. Загрязнение воздуха, производимое автотранспортом, также является серьезной проблемой. Тоннель позволит облегчить текущую ситуацию, значительно улучшив железнодорожное сообщение между Северным и Южным Тиролем — он позволит поездам пересекать Альпы существенно быстрее. В настоящее время средняя скорость поездов в регионе едва превышает 70 км/ч, прежде всего из-за крутизны существующих трасс, проходящих на значительной высоте.
Проект тоннеля финансируется совместно Австрией и Италией, а также Европейским союзом. Из-за масштабов проекта (планируется, что это будет второй по протяженности тоннель в мире, после швейцарского Готардского), выделенных участниками средств пока недостаточно для сметных расходов.
Тоннель планируется завершить к 2032 году. При его вводе в эксплуатацию время в пути от Инсбрука до Больцано сократится с 2 часов до 50 минут.

## Предыстория

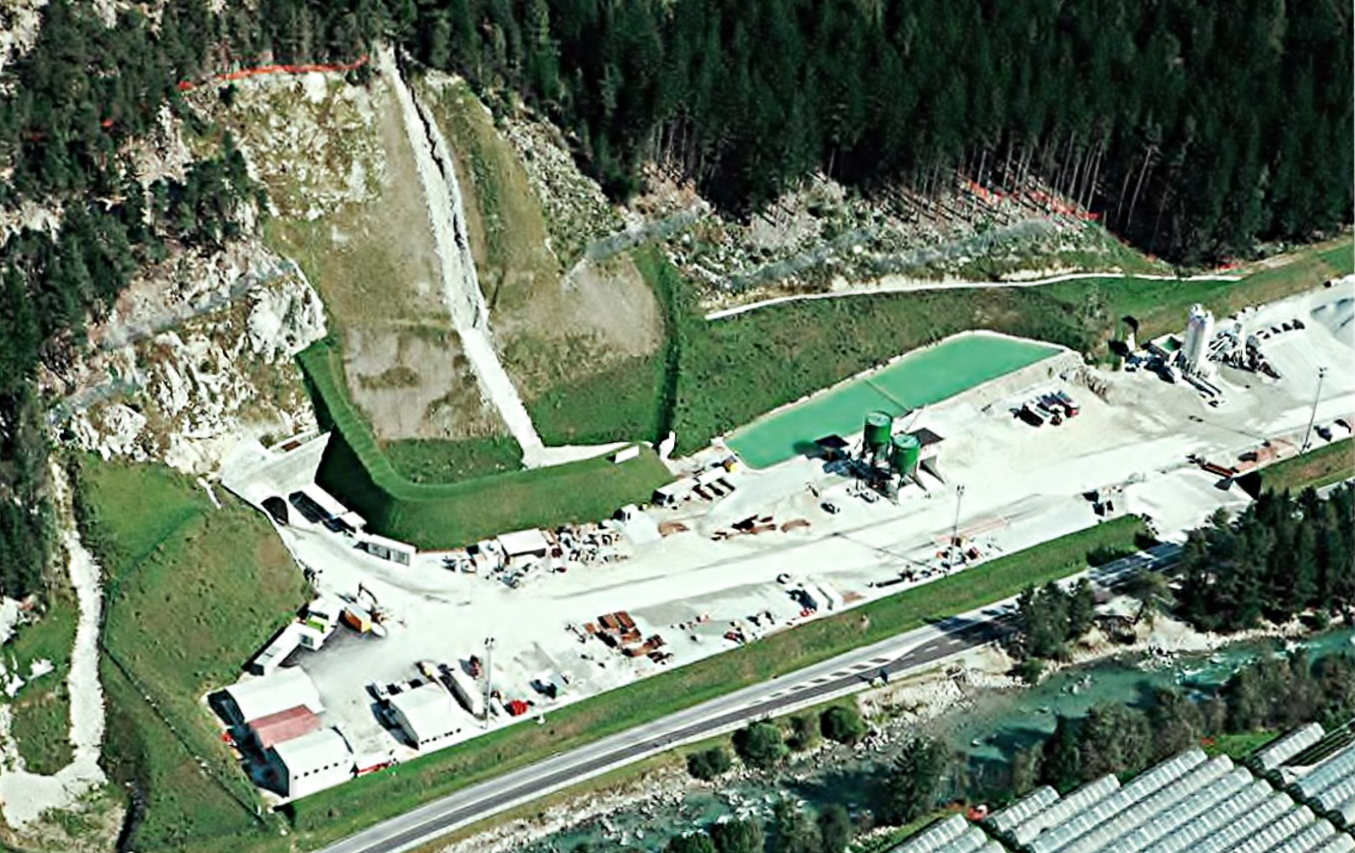
Вид на строительную площадку Mauls / Mules (2008)

В XXI веке пассажирский и грузовой поток через Альпы значительно увеличился, причём прогнозируется его дальнейший интенсивный рост. Австрия является одной из ключевых стран при транзите грузов как между Северной и Южной Европой, так и между Восточной и Западной. При этом регион Бреннер, с точки зрения транспорта, является проблемным в связи с негативным отношением местных жителей как к внутренним, так и к трансграничным транспортным перевозкам. Между тем, только с 1970 по 1999 год грузовые перевозки в регионе увеличились в семь раз: с 3 до 22 миллионов тонн. По данным на 1990 год, 70 % грузов из Восточной Европы перевозилось по железной дороге; остальное — на грузовом транспорте.
Сегодня около трёх четвертей грузопотока через перевал Бреннер идёт посредством автомобильного транспорта. Местные жители давно борются за снижение связанного с этим загрязнения окружающей среды. По мнению сторонников строительства железнодорожного тоннеля, его прокладка необходима для перевода грузовых перевозок с автодорог на железнодорожный транспорт.
Существующая железная дорога от Инсбрука до Бозена была построена в период между 1860 и 1867 годами и имеет уклоны до 2,5 %, которые существенно осложняют проведение железнодорожных операций. Улучшение состояния итальянских железных дорог, связанное с завершением модернизации существующих линий в конце 2008 года, позволяет пропускать в регион до 240 составов в день.
Новая железнодорожная линия, проходящая через тоннель, будет иметь максимальный уклон всего 1,2 % (уклон в тоннеле — около 0,7 %), что позволит локомотивам перевозить в два раза больший вес. Она также сократит время в пути между Инсбруком и Бозеном с двух часов до неполного часа.

## Проект

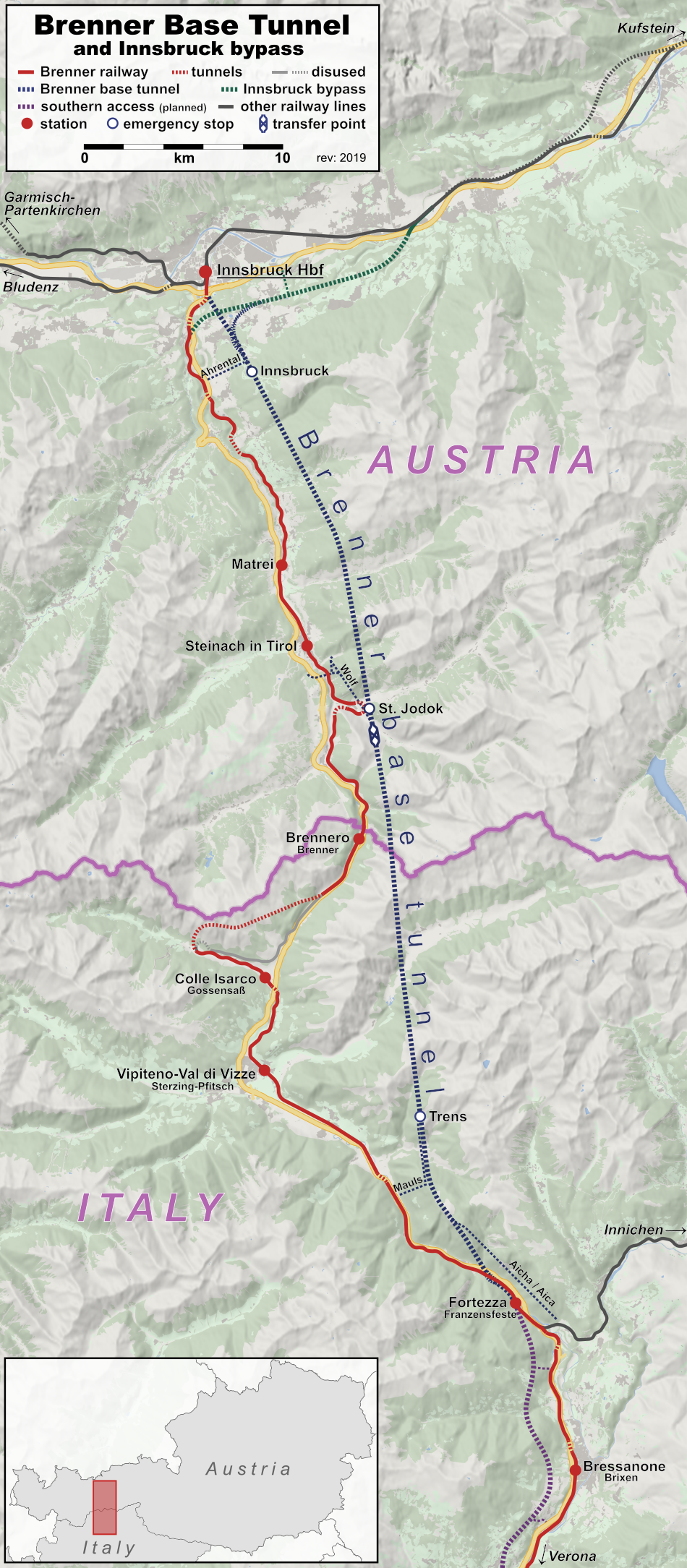
Карта тоннеля

### Основной тоннель
55-километровый двойной тоннель начинается в пригороде Инсбрука (Вильтен) и проходит в Альпах, достигая высоты около 840 метров над уровнем моря. Заглубление тоннеля будет достигать 1600 метров от поверхности земли. Объем скальной породы, подлежащей выемке в ходе строительства тоннеля, оценивается в 11,1 млн кубических метров, из которых больше половины предстоит извлечь с австрийской стороны. Основные тоннели будут иметь круглое поперечное сечение и диаметр 9,6 метра. Строительство основного тоннеля началось с австрийской стороны 19 марта 2015 года.

### Северный подход
На своём северном конце тоннель будет иметь два входа, которые пройдут под землёй несколько километров до соединения с основным тоннелем. Один маршрут будет вести от главной станции Инсбрук, другой — соединяться с обходным маршрутом вокруг города. Это добавляет примерно 8 км к общей длине тоннеля, с учётом чего Бреннерский тоннель станет самым длинным непрерывным железнодорожным тоннелем в мире. Однако, аналогичное дополнение есть и у Готардского базисного тоннеля, с учётом которого он останется «самым длинным». В Австрии новая двухпутная скоростная линия будет дополнять железную дорогу «Lower Inn Valley» между Вёрглем и Баумкирхеном. Эта линия, открытая в декабре 2012 года, способна пропускать до 300 поездов в день.

### Южный подход
Южный подход к тоннелю Бреннер будет иметь длину в 189 километров и доходить от южного входа в Франценсфеште / Фортецца до Вероны. Правительство Италии уже выделило 6 миллиардов евро на строительство всего подхода. Существует мнение, что эта цифра является «слишком оптимистичной».

## Ход строительства
В июле 2017 года была завершена проходка в австрийской части тоннеля.
К началу декабря 2019 года было построено около половины от суммарной длины всех подземных выработок: 115 километров из 230